# Sarah Levan-Reifman
Pour les articles homonymes, voir Reifman.
Sarah-Suzanne Levan-Reifman (20 août 1907, Roumanie - 15 avril 1944, Auschwitz) est le médecin de la maison des enfants d'Izieu. Elle est arrêtée lors de la Rafle du 6 avril 1944. Elle a juste le temps de prévenir son frère Léon Reifman, qui réussit à être l'unique échappé. Elle est déportée à Auschwitz où elle est assassinée à son arrivée.

## Biographie
Sarah-Suzanne Levan-Reifman naît le 20 août 1907 en Roumanie. Elle est la fille de Moïse Reifman, né le 12 avril 1881, à Sagani, et de Eva Reifman née 14 mars 1883. 
Elle est la mère de Claude Levan-Reifman, né le 11 juillet 1933 à Paris. Il a un père vietnamien, à qui il ressemble.  Elle est la sœur de Léon Reifman né en 1914 et mort à Périgueux en 1994.

## Izieu
Le frère de Sarah Levan-Reifman, Léon Reifman, étudiant en médecine, supervise les besoins de santé à la Maison d'Izieu, jusqu'en septembre 1943. Il doit quitter Izieu, car il est recherché par le Service du travail obligatoire (STO)
Léon Reifman est remplacé, en septembre 1943, par sa sœur, Sarah Levan-Reifman qui devient la doctoresse de la maison des enfants d'Izieu. Ses parents et son fils demeurent aussi dans cette maison.
En l'absence de Sabine Zlatin, elle agit comme directrice de la maison.

## Déportation à Auschwitz
Lors de la Rafle du 6 avril 1944, Sarah Levan-Reifman, a juste le temps d'avertir son frère, Léon Reifman, arrivé le jour même, pour qu'il s'échappe.
Elle est déportée avec ses parents, et son fils Claude, par le convoi no 71, du 13 avril 1944, du Camp de Drancy vers Auschwitz. Elle avait été sélectionnée pour le travail, mais entendant son fils pleurer, elle le rejoint. Elle meurt avec lui le 15 avril 1944 et les autres enfants à l'arrivée à Auschwitz.

## Mémoire
Le nom de Sarah Levan-Reifman et de son fils Claude figurent sur le mémorial des enfants d'Izieu à Belley.